# Квинт Мустий Приск
Квинт Мустий Приск (на латински: Quintus Mustius Priscus) е политик и сенатор на Римската империя през 2 век.
През 145 г. Приск е суфектконсул заедно с Марк Понтий Лелиан Ларций Сабин.